# Чемпионат Малави по футболу
Чемпионат Малави по футболу более известный как ТНМ Супер Лига это высший футбольный дивизион в Малави, созданный в 1986 году. В данный момент футбольная лига носит название «Telekom Super League» (Телеком Супер Лига).

## Победители чемпионатов
| - 1986 : Бата Буллетс - 1987 : СИВО Юнайтед - 1988 : МДС Юнайтед - 1989 : АДМАРК Тайгерс - 1990 : Лимбе Лиф Уондерерс - 1991 : Бата Буллетс - 1992 : Бата Буллетс - 1993 : Сильвер Страйкерс - 1994 : Сильвер Страйкерс - 1995 : Лимбе Лиф Уондерерс - 1995/96 : Сильвер Страйкерс - 1996/97 : Телеком Уондерерс - 1997/98 : Телеком Уондерерс | - 1998/99: Бата Буллетс - 1999/00: Бата Буллетс - 2000/01 : Тотал Биг Буллетс - 2001/02 : Тотал Биг Буллетс - 2002/03 : Бакили Буллетс - 2004 : Бакили Буллетс - 2005/06 : Биг Буллетс - 2006 : МТЛ Уондерерс - 2007 : ЭСКОМ Юнайтед - 2008 : Сильвер Страйкерс - 2009/10 : Сильвер Страйкерс - 2010/11 : ЭСКОМ Юнайтед |

### Лучшие клубы
| Титулы | Клуб              | Год(ы)                                                                                         |
| ------ | ----------------- | ---------------------------------------------------------------------------------------------- |
| 11     | Биг Буллетс       | 1986, 1991, 1992, 1993, 1998/1999, 1999/2000, 2000/2001, 2001/2002, 2002/2003, 2004, 2005/2006 |
| 4      | МТЛ Уондерерс     | 1990, 1996/1997, 1997/1998, 2005/2006                                                          |
| 3      | Сильвер Страйкерс | 1995/1996, 2008, 2009/2010                                                                     |
| 2      | ЭСКОМ Юнайтед     | 2007,2010/2011                                                                                 |
| 1      | АДМАРК Тайгерс    | 1989                                                                                           |
| 1      | СИВО Юнайтед      | 1987                                                                                           |
| 1      | МДС Юнайтед       | 1988                                                                                           |

## Лучшие бомбардиры
| Сезон   | Игрок            | Клуб           | Количество голов |
| ------- | ---------------- | -------------- | ---------------- |
| 2001/02 | Хестон Мунтали   | МДК Юнайтед    | 24               |
| 2002/03 | Ганизани Малунга | Биг Буллетс    | 24               |
| 2004    | Родрик Дуглас    | Иллово         | 18               |
| 2005/06 | Чарльз Нгоси     | АДМАРК Тайгерс | ?                |
| 2006    | Аггрей Каньенда  | МТЛ Уондерерс  | 16               |
| 2007    | Чиукепо Мсовоя   | ЭСКОМ Юнайтед  | 17               |
| 2008    | Дайверсон Млози  | Биг Буллетс    | 14               |